# Herepea
Herepea (węg. Magyarherepe) – wieś w Rumunii, w okręgu Marusza, w gminie Adămuș. W 2011 roku liczyła 23 mieszkańców.